# ال‌جی ویوتی
ال‌جی ویوتی (به انگلیسی: LG Viewty (KU990))، یک‌نمونه از گوشی‌های تلفن همراه سری اروپا جی‌اس‌ام (به انگلیسی: Europe GSM (KU)) شرکت ال‌جی الکترونیکس می‌باشد که توسط همین شرکت به بازار عرضه شده‌است. 